# Piercia jacksoni
Piercia jacksoni är en fjärilsart som beskrevs av Fletcher 1956. Piercia jacksoni ingår i släktet Piercia och familjen mätare. Inga underarter finns listade i Catalogue of Life.